# Engin Aktürk
Engin Aktürk (* 7. August 1983 in Ankara) ist ein türkischer ehemaliger Fußballspieler.

## Karriere

### Verein
Engin Aktürk begann dem Vereinsfußball in der Jugend von Bugsaş Spor. Im Sommer 2001 erhielt er hier einen Profivertrag und wurde in den Mannschaftskader eingegliedert. Bereits in seiner ersten Saison eroberte er sich einen Stammplatz und spielte hier drei Spielzeiten lang.
2004 wechselte er zum Ligakonkurrenten Boluspor. Mit diesem Verein stieg er in seiner ersten Saison als Meister der TFF 3. Lig in die TFF 2. Lig auf. Zwei Spielzeiten nach diesem Erfolg erreichte man die Meisterschaft der TFF 2. Lig und damit den direkten Aufstieg in die TFF 1. Lig.
In der Winterpause der Saison 2007/08 wechselte er zum Erstligisten MKE Ankaragücü. Hier kam er bis zum Saisonende zu lediglich sechs Ligaeinsätzen. Zum Saisonende wechselte er zum Zweitligisten Çaykur Rizespor. Auch hier blieb er nur eine Spielzeit und wechselte dann zum Ligakonkurrenten Karabükspor. Mit diesem Verein erreichte er die Meisterschaft der TFF 1. Lig und damit den direkten Aufstieg in die Süper Lig. In der Süper Lig verlor er sein Stammplatz und verbrachte die Rückrunde als Leihgabe bei Karşıyaka SK.
Zur Saison 2011/12 wechselte er zum Zweitligisten Çaykur Rizespor. Nachdem sein Einjahresvertrag mit Rizespor ausgelaufen war, wechselte Aktürk erneut. Diesmal innerhalb der Liga zu seinem ehemaligen Verein Boluspor. Zum Sommer 2013 wechselte er innerhalb der Liga zu Şanlıurfaspor.
Im Sommer 2014 heuerte er beim Drittligisten Kocaeli Birlikspor an, im Jahr darauf bei Ligakonkurrent Tarsus İdman Yurdu. Dann gab er ein kurzes Gastspiel in der vierten Liga, bevor er zu Birlikspor zurückkehrte, dort aber nicht mehr eingesetzt wurde und er seine Karriere beendete.

## Erfolge
Mit Boluspor
- Play-off-Sieger der TFF 3. Lig und Aufstieg in die TFF 2. Lig: 2004/05
- Meister der TFF 2. Lig und Aufstieg in die TFF 1. Lig: 2006/07

Mit Karabükspor
- Meister der TFF 1. Lig und Aufstieg in die Süper Lig: 2009/10